# جزيرة جنة
جزيرة جُنّة أو جزيرة قُنّة هي إحدى الجزر الواقعة في الخليج العربي، وتتبع المنطقة الشرقية السعودية. تبلغ مساحة الجزيرة نحو 5,40 كم2 وتبعد عن الساحل بحوالي 0,8 ميل بحري، وهي إحدى الجزر المأهولة بالسكان.